# Campionati mondiali di sci alpino paralimpico 2025
I Campionati mondiali di sci alpino paralimpico 2025, 17ª edizione della manifestazione organizzata dalla Federazione internazionale sci e snowboard, si sono svolti in Slovenia, a Maribor, dall'8 all'11 febbraio. Il programma includeva gare di discesa libera, supergigante, slalom gigante, slalom speciale e combinata, sia maschili sia femminili nelle tre categorie della disciplina (in piedi, seduti, ipovedenti), ma le discese libere, i supergiganti e le combinate sono state cancellate.
In seguito all'invasione russa dell'Ucraina del 2022, gli atleti russi e bielorussi sono stati esclusi dalle competizioni.

## Risultati

### Uomini

#### Ipovedenti

##### Discesa libera
La gara, in programma il 6 febbraio, è stata cancellata.

##### Supergigante
La gara, in programma il 7 febbraio, è stata cancellata.

##### Slalom gigante
| Pos. | Atleta Atleta guida                | Nazione       | Tempo   |
| ---- | ---------------------------------- | ------------- | ------- |
| 1    | Giacomo Bertagnolli Andrea Ravelli | Italia        | 2:05,84 |
| 2    | Kalle Ericsson Sierra Smith        | Canada        | 2:06,16 |
| 3    | Michał Gołaś Kacper Walas          | Polonia       | 2:08,25 |
| 4    | Johannes Aigner Nico Haberl        | Austria       | 2:08,58 |
| 5    | Neil Simpson Rob Poth              | Gran Bretagna | 2:09,49 |
| 6    | Hyacinthe Deleplace Roy Piccard    | Francia       | 2:12,60 |
| 7    | Miroslav Haraus Maroš Hudík        | Slovacchia    | 2:13,07 |
| 8    | Tadeáš Kříž Iva Křížová            | Rep. Ceca     | 2:17,67 |
| 9    | Alexander Rauen Jeremias Wikle     | Germania      | 2:19,76 |
| 10   | Marek Kubačka Mária Zaťovičová     | Slovacchia    | 2:22,38 |

Data: 9 febbraio

Pista: Habakuk

Partenza: 900 m s.l.m.

Arrivo: 595 m s.l.m.

Dislivello: 305 m

1ª manche:

Ore: 10:00 (UTC+1)

Porte: 43

Tracciatore: Hege Møller (Norvegia)

2ª manche:

Ore: 13:00 (UTC+1)

Porte: 41

Tracciatore: Ryan Pearl (Stati Uniti)

##### Slalom speciale
| Pos. | Atleta Atleta guida                | Nazione    | Tempo   |
| ---- | ---------------------------------- | ---------- | ------- |
| 1    | Giacomo Bertagnolli Andrea Ravelli | Italia     | 2:00,56 |
| 2    | Kalle Ericsson Sierra Smith        | Canada     | 2:00,81 |
| 3    | Michał Gołaś Kacper Walas          | Polonia    | 2:02,35 |
| 4    | Johannes Aigner Nico Haberl        | Austria    | 2:03,51 |
| 5    | Miroslav Haraus Maroš Hudík        | Slovacchia | 2:13,83 |
| 6    | Hyacinthe Deleplace Roy Piccard    | Francia    | 2:16,23 |
| 7    | Tadeáš Kříž Iva Křížová            | Rep. Ceca  | 2:22,44 |
| 8    | Maximilien Seeger Iva Křížová      | Belgio     | 2:33,85 |
| 9    | Alexander Rauen Jeremias Wikle     | Germania   | 2:35,47 |
| 10   | Patrik Hetmer Miroslav Máčala      | Rep. Ceca  | 2:56,75 |

Data: 10 febbraio

Pista: Habakuk

Partenza: 780 m s.l.m.

Arrivo: 595 m s.l.m.

Dislivello: 185 m

1ª manche:

Ore: 10:00 (UTC+1)

Porte: 68

Tracciatore: Fred Deslongchamps (Canada)

2ª manche:

Ore: 13:00 (UTC+1)

Porte: 65

Tracciatore: Justus Wolf (Germania)

##### Combinata
La gara, in programma il 10 febbraio, è stata cancellata.

#### In piedi

##### Discesa libera
La gara, in programma il 6 febbraio, è stata cancellata.

##### Supergigante
La gara, in programma il 7 febbraio, è stata cancellata.

##### Slalom gigante
| Pos. | Atleta             | Nazione  | Tempo   |
| ---- | ------------------ | -------- | ------- |
| 1    | Arthur Bauchet     | Francia  | 2:03,40 |
| 2    | Alexis Guimond     | Canada   | 2:06,14 |
| 3    | Jules Segers       | Francia  | 2:08,05 |
| 4    | Théo Gmür          | Svizzera | 2:08,67 |
| 5    | Robin Cuche        | Svizzera | 2:08,71 |
| 6    | Federico Pelizzari | Italia   | 2:09,55 |
| 7    | Christoph Glötzner | Germania | 2:10,12 |
| 8    | Davide Bendotti    | Italia   | 2:10,79 |
| 9    | Oscar Burnham      | Francia  | 2:10,85 |
| 10   | Thomas Volgger     | Austria  | 2:11,82 |

Data: 9 febbraio

Pista: Habakuk

Partenza: 900 m s.l.m.

Arrivo: 595 m s.l.m.

Dislivello: 305 m

1ª manche:

Ore: 10:00 (UTC+1)

Porte: 43

Tracciatore: Hege Møller (Norvegia)

2ª manche:

Ore: 13:00 (UTC+1)

Porte: 41

Tracciatore: Ryan Pearl (Stati Uniti)

##### Slalom speciale
| Pos. | Atleta             | Nazione  | Tempo   |
| ---- | ------------------ | -------- | ------- |
| 1    | Arthur Bauchet     | Francia  | 1:57,85 |
| 2    | Robin Cuche        | Svizzera | 2:02,85 |
| 3    | Jules Segers       | Francia  | 2:03,66 |
| 4    | Thomas Volgger     | Austria  | 2:05,69 |
| 5    | Federico Pelizzari | Italia   | 2:05,77 |
| 6    | Oscar Burnham      | Francia  | 2:06,89 |
| 7    | Arvid Skoglund     | Svezia   | 2:10,47 |
| 8    | Luca Palla         | Italia   | 2:10,70 |
| 9    | Manuel Rachbauer   | Austria  | 2:10,76 |
| 10   | Kohei Takahashi    | Giappone | 2:12,86 |

Data: 10 febbraio

Pista: Habakuk

Partenza: 780 m s.l.m.

Arrivo: 595 m s.l.m.

Dislivello: 185 m

1ª manche:

Ore: 10:00 (UTC+1)

Porte: 68

Tracciatore: Fred Deslongchamps (Canada)

2ª manche:

Ore: 13:00 (UTC+1)

Porte: 65

Tracciatore: Justus Wolf (Germania)

##### Combinata
La gara, in programma il 10 febbraio, è stata cancellata.

#### Seduti

##### Discesa libera
La gara, in programma il 6 febbraio, è stata cancellata.

##### Supergigante
La gara, in programma il 7 febbraio, è stata cancellata.

##### Slalom gigante
| Pos. | Atleta              | Nazione     | Tempo   |
| ---- | ------------------- | ----------- | ------- |
| 1    | René De Silvestro   | Italia      | 2:04,71 |
| 2    | Jesper Pedersen     | Norvegia    | 2:05,38 |
| 3    | Jeroen Kampschreur  | Paesi Bassi | 2:06,34 |
| 4    | Taiki Morii         | Giappone    | 2:09,95 |
| 5    | Lou Braz-Dagand     | Francia     | 2:11,02 |
| 6    | Kurt Oatway         | Canada      | 2:12,34 |
| 7    | Niels De Langen     | Paesi Bassi | 2:14,38 |
| 8    | Magnus Valø Balchen | Norvegia    | 2:14,74 |
| 9    | Victor Pierrel      | Francia     | 2:18,06 |
| 10   | Arly Velásquez      | Messico     | 2:18,27 |

Data: 9 febbraio

Pista: Habakuk

Partenza: 900 m s.l.m.

Arrivo: 595 m s.l.m.

Dislivello: 305 m

1ª manche:

Ore: 10:00 (UTC+1)

Porte: 43

Tracciatore: Hege Møller (Norvegia)

2ª manche:

Ore: 13:00 (UTC+1)

Porte: 41

Tracciatore: Ryan Pearl (Stati Uniti)

##### Slalom speciale
| Pos. | Atleta              | Nazione     | Tempo   |
| ---- | ------------------- | ----------- | ------- |
| 1    | Jesper Pedersen     | Norvegia    | 1:58,44 |
| 2    | René De Silvestro   | Italia      | 1:59,81 |
| 3    | Niels De Langen     | Paesi Bassi | 2:01,09 |
| 4    | Jeroen Kampschreur  | Paesi Bassi | 2:01,15 |
| 5    | Magnus Valø Balchen | Norvegia    | 2:03,02 |
| 6    | Kurt Oatway         | Canada      | 2:03,81 |
| 7    | Victor Pierrel      | Francia     | 2:05,79 |
| 8    | Taiki Morii         | Giappone    | 2:06,35 |
| 9    | Zilu Liang          | Cina        | 2:07,79 |
| 10   | Dino Sokolović      | Croazia     | 2:10,03 |

Data: 10 febbraio

Pista: Habakuk

Partenza: 780 m s.l.m.

Arrivo: 595 m s.l.m.

Dislivello: 185 m

1ª manche:

Ore: 10:00 (UTC+1)

Porte: 68

Tracciatore: Fred Deslongchamps (Canada)

2ª manche:

Ore: 13:00 (UTC+1)

Porte: 65

Tracciatore: Justus Wolf (Germania)

##### Combinata
La gara, in programma il 10 febbraio, è stata cancellata.

### Donne

#### Ipovedenti

##### Discesa libera
La gara, in programma il 6 febbraio, è stata cancellata.

##### Supergigante
La gara, in programma il 7 febbraio, è stata cancellata.

##### Slalom gigante
| Pos. | Atleta Atleta guida               | Nazione    | Tempo   |
| ---- | --------------------------------- | ---------- | ------- |
| 1    | Veronika Aigner Elisabeth Aigner  | Austria    | 2:05,96 |
| 2    | Chiara Mazzel Fabrizio Casal      | Italia     | 2:09,82 |
| 3    | Elina Stary Vanessa Josefa Arnold | Austria    | 2:11,10 |
| 4    | Martina Vozza Ylenia Sabidussi    | Italia     | 2:18,20 |
| 5    | Alexandra Rexová Matúš Duriš      | Slovacchia | 2:25,56 |
| 6    | Oliwia Gołaś Magdalena Kłusak     | Polonia    | 2:34,48 |
| 7    | Georgia Gunew Ethan Jackson       | Australia  | 2:50,16 |

Data: 8 febbraio

Pista: Habakuk

Partenza: 900 m s.l.m.

Arrivo: 595 m s.l.m.

Dislivello: 305 m

1ª manche:

Ore: 10:00 (UTC+1)

Porte: 43

Tracciatore: Falco Teitsma (Paesi Bassi)

2ª manche:

Ore: 13:00 (UTC+1)

Porte: 44

Tracciatore: Florian Naglier (Austria)

##### Slalom speciale
| Pos. | Atleta Atleta guida              | Nazione    | Tempo   |
| ---- | -------------------------------- | ---------- | ------- |
| 1    | Veronika Aigner Elisabeth Aigner | Austria    | 2:09,29 |
| 2    | Chiara Mazzel Fabrizio Casal     | Italia     | 2:12,00 |
| 3    | Alexandra Rexová Sophia Polak    | Slovacchia | 2:18,88 |
| 4    | Martina Vozza Ylenia Sabidussi   | Italia     | 2:22,83 |
| 5    | Eva Nikou Dimitris Profentzas    | Grecia     | 2:45,19 |
| 6    | Georgia Gunew Ethan Jackson      | Australia  | 2:52,00 |

Data: 11 febbraio

Pista: Habakuk

Partenza: 780 m s.l.m.

Arrivo: 595 m s.l.m.

Dislivello: 185 m

1ª manche:

Ore: 10:00 (UTC+1)

Porte: 64

Tracciatore: Manfred Widauer (Austria)

2ª manche:

Ore: 13:00 (UTC+1)

Porte: 67

Tracciatore: Martin Makovník (Slovacchia)

##### Combinata
La gara, in programma il 10 febbraio, è stata cancellata.

#### In piedi

##### Discesa libera
La gara, in programma il 6 febbraio, è stata cancellata.

##### Supergigante
La gara, in programma il 7 febbraio, è stata cancellata.

##### Slalom gigante
| Pos. | Atleta            | Nazione     | Tempo   |
| ---- | ----------------- | ----------- | ------- |
| 1    | Ebba Årsjö        | Svezia      | 2:07,93 |
| 2    | Mengqiu Zhang     | Cina        | 2:12,23 |
| 3    | Audrey Crowley    | Stati Uniti | 2:17,17 |
| 4    | Anna-Maria Rieder | Germania    | 2:17,61 |
| 5    | Michaela Gosselin | Canada      | 2:17,85 |
| 6    | Aurélie Richard   | Francia     | 2:19,44 |
| 7    | Claire Petit      | Paesi Bassi | 2:20,89 |
| 8    | Kelsey O'Driscoll | Stati Uniti | 2:25,92 |
| 9    | Ammi Hondo        | Giappone    | 2:26,84 |
| 10   | Vanesa Gašková    | Slovacchia  | 2:27,33 |

Data: 8 febbraio

Pista: Habakuk

Partenza: 900 m s.l.m.

Arrivo: 595 m s.l.m.

Dislivello: 305 m

1ª manche:

Ore: 10:00 (UTC+1)

Porte: 43

Tracciatore: Falco Teitsma (Paesi Bassi)

2ª manche:

Ore: 13:00 (UTC+1)

Porte: 44

Tracciatore: Florian Naglier (Austria)

##### Slalom speciale
| Pos. | Atleta            | Nazione     | Tempo   |
| ---- | ----------------- | ----------- | ------- |
| 1    | Ebba Årsjö        | Svezia      | 2:06,87 |
| 2    | Mengqiu Zhang     | Cina        | 2:11,90 |
| 3    | Anna-Maria Rieder | Germania    | 2:18,02 |
| 4    | Aurélie Richard   | Francia     | 2:19,57 |
| 5    | Audrey Crowley    | Stati Uniti | 2:25,41 |
| 6    | Kelsey O'Driscoll | Stati Uniti | 2:30,89 |
| 7    | Vanesa Gašková    | Slovacchia  | 2:33,66 |
| 8    | Claire Petit      | Paesi Bassi | 2:35,53 |
| 9    | Ammi Hondo        | Giappone    | 2:37,60 |
| 10   | Allie Johnson     | Stati Uniti | 2:40,02 |

Data: 11 febbraio

Pista: Habakuk

Partenza: 780 m s.l.m.

Arrivo: 595 m s.l.m.

Dislivello: 185 m

1ª manche:

Ore: 10:00 (UTC+1)

Porte: 64

Tracciatore: Manfred Widauer (Austria)

2ª manche:

Ore: 13:00 (UTC+1)

Porte: 67

Tracciatore: Martin Makovník (Slovacchia)

##### Combinata
La gara, in programma il 10 febbraio, è stata cancellata.

#### Seduti

##### Discesa libera
La gara, in programma il 6 febbraio, è stata cancellata.

##### Supergigante
La gara, in programma il 7 febbraio, è stata cancellata.

##### Slalom gigante
| Pos. | Atleta             | Nazione     | Tempo   |
| ---- | ------------------ | ----------- | ------- |
| 1    | Momoka Muraoka     | Giappone    | 2:17,96 |
| 2    | Anna-Lena Forster  | Germania    | 2:19,70 |
| 3    | Sitong Liu         | Cina        | 2:23,05 |
| 4    | Audrey Pascual     | Spagna      | 2:23,19 |
| 5    | Nette Kiviranta    | Finlandia   | 2:30,93 |
| 6    | Barbara van Bergen | Paesi Bassi | 2:31,83 |
| 7    | Meije Bidault      | Francia     | 2:40,83 |
| 8    | Saylor O'Brien     | Stati Uniti | 2:44,01 |
| 9    | Shasha Han         | Cina        | 2:48,45 |

Data: 8 febbraio

Pista: Habakuk

Partenza: 900 m s.l.m.

Arrivo: 595 m s.l.m.

Dislivello: 305 m

1ª manche:

Ore: 10:00 (UTC+1)

Porte: 43

Tracciatore: Falco Teitsma (Paesi Bassi)

2ª manche:

Ore: 13:00 (UTC+1)

Porte: 44

Tracciatore: Florian Naglier (Austria)

##### Slalom speciale
| Pos. | Atleta            | Nazione     | Tempo   |
| ---- | ----------------- | ----------- | ------- |
| 1    | Anna-Lena Forster | Germania    | 2:19,72 |
| 2    | Audrey Pascual    | Spagna      | 2:20,67 |
| 3    | Sitong Liu        | Cina        | 2:21,65 |
| 4    | Wenjing Zhang     | Cina        | 2:22,64 |
| 5    | Nette Kiviranta   | Finlandia   | 2:23,23 |
| 6    | Momoka Muraoka    | Giappone    | 2:23,56 |
| 7    | Shasha Han        | Cina        | 2:24,88 |
| 8    | Meije Bidault     | Francia     | 2:32,59 |
| 9    | Laurie Stephens   | Stati Uniti | 2:45,75 |
| 10   | Maiju Laurila     | Finlandia   | 2:46,52 |

Data: 11 febbraio

Pista: Habakuk

Partenza: 780 m s.l.m.

Arrivo: 595 m s.l.m.

Dislivello: 185 m

1ª manche:

Ore: 10:00 (UTC+1)

Porte: 64

Tracciatore: Manfred Widauer (Austria)

2ª manche:

Ore: 13:00 (UTC+1)

Porte: 67

Tracciatore: Martin Makovník (Slovacchia)

##### Combinata
La gara, in programma il 10 febbraio, è stata cancellata.

## Medagliere per nazioni
| Pos. | Nazione     | Oro | Argento | Bronzo | Totale |
| ---- | ----------- | --- | ------- | ------ | ------ |
| 1    | Italia      | 3   | 3       | 0      | 6      |
| 2    | Francia     | 2   | 0       | 2      | 4      |
| 3    | Austria     | 2   | 0       | 1      | 3      |
| 4    | Svezia      | 2   | 0       | 0      | 2      |
| 5    | Germania    | 1   | 1       | 1      | 3      |
| 6    | Norvegia    | 1   | 1       | 0      | 2      |
| 7    | Giappone    | 1   | 0       | 0      | 1      |
| 8    | Canada      | 0   | 3       | 0      | 3      |
| 9    | Cina        | 0   | 2       | 2      | 4      |
| 10   | Spagna      | 0   | 1       | 0      | 1      |
| 10   | Svizzera    | 0   | 1       | 0      | 1      |
| 12   | Paesi Bassi | 0   | 0       | 2      | 2      |
| 12   | Polonia     | 0   | 0       | 2      | 2      |
| 14   | Slovacchia  | 0   | 0       | 1      | 1      |
| 14   | Stati Uniti | 0   | 0       | 1      | 1      |